# Hambali
 (mai 2013).
Si vous disposez d'ouvrages ou d'articles de référence ou si vous connaissez des sites web de qualité traitant du thème abordé ici, merci de compléter l'article en donnant les références utiles à sa vérifiabilité et en les liant à la section « Notes et références ».
Hambali (4 avril 1964, Cianjur - ) est le nom de guerre de Encep Nurjaman, aussi connu sous le nom de Riduan Isamuddin. Il est le responsable opérationnel présumé de l'organisation musulmane radicale indonésienne Jemaah Islamiyah, que l'on décrit généralement comme liée à Al-Qaïda.
Il a été arrêté en Thaïlande le 11 août 2003 et il serait actuellement détenu dans le camp de Guantánamo pour le compte du gouvernement des États-Unis.